# Van Panhuysbrug

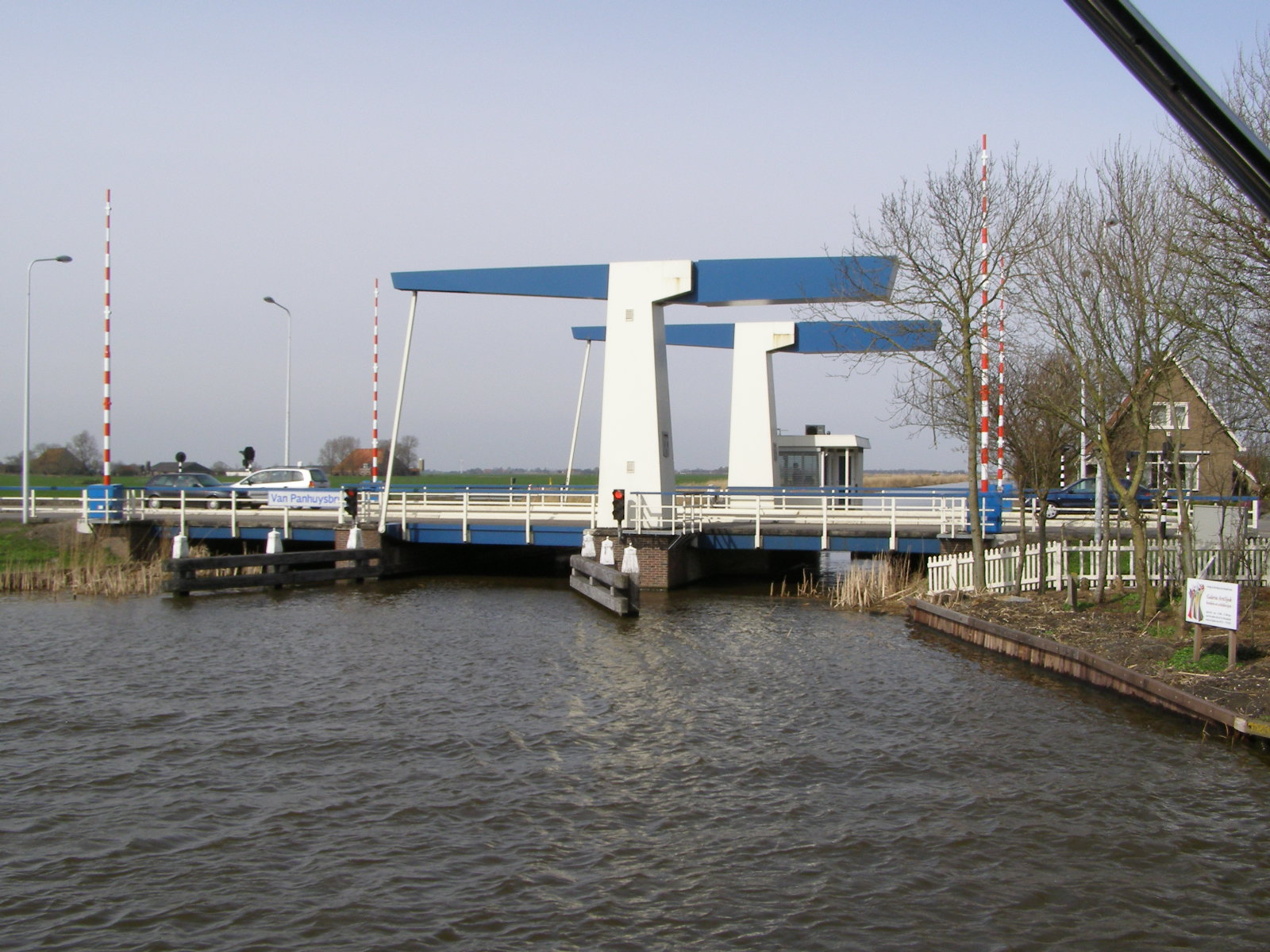
Van Panhuysbrug 2010

De Van Panhuysbrug is een brug in Friesland en ligt vlak bij het dorp Tjerkwerd. De brug voert de N359 over het Van Panhuyskanaal vlak bij de Workumertrekvaart. De tegenwoordige brug is aan het einde van de jaren '60 gebouwd en verving toen de brug uit 1934.
Het kanaal en de brug zijn vernoemd naar de toenmalige commissaris van de Koningin Johan Æmilius Abraham van Panhuys.